# Wahlkreis Luzern-Land
| Sitze im Kantonsrat (2019–2023)                                             |
| Insgesamt 30 Sitze - Grüne: 3 - SP: 5 - GLP: 3 - Mitte: 6 - FDP: 6 - SVP: 7 |

Der Wahlkreis Luzern-Land ist einer von sechs Wahlkreisen des Kantons Luzern in der Schweiz. Er umfasst die bis Ende 2012 zum damaligen Amt Luzern gehörenden Gemeinden mit Ausnahme der Stadt Luzern, die den Wahlkreis Luzern-Stadt bildet.

## Geografie
Der Wahlkreis Luzern-Land besteht aus dem südöstlichen Teil des Kantons rund um den luzernischen Teil des Vierwaldstättersees ausschliesslich der Kantonshauptstadt Luzern.

## Gemeinden des Wahlkreises Luzern-Land
Der Wahlkreis Luzern-Land besteht aus folgenden 16 Gemeinden:
Stand: 1. Januar 2025
| Wappen        | Name der Gemeinde | Einwohner (31. Dezember 2023) | Fläche in km² | Einwohner pro km² |
| ------------- | ----------------- | ----------------------------- | ------------- | ----------------- |
| Adligenswil   | Adligenswil       | 5621                          | 6,99          | 804               |
| Buchrain      | Buchrain          | 6782                          | 4,80          | 1413              |
| Dierikon      | Dierikon          | 1665                          | 2,78          | 599               |
| Ebikon        | Ebikon            | 14'662                        | 9,68          | 1515              |
| Gisikon       | Gisikon           | 1503                          | 1,08          | 1392              |
| Greppen       | Greppen           | 1201                          | 3,32          | 362               |
| Horw          | Horw              | 15'475                        | 12,86         | 1203              |
| Kriens        | Kriens            | 29'632                        | 27,30         | 1085              |
| Malters       | Malters           | 7771                          | 28,57         | 272               |
| Meggen        | Meggen            | 7771                          | 7,27          | 1069              |
| Meierskappel  | Meierskappel      | 1580                          | 6,79          | 233               |
| Root          | Root              | 6291                          | 9,90          | 635               |
| Schwarzenberg | Schwarzenberg     | 1792                          | 39,30         | 46                |
| Udligenswil   | Udligenswil       | 2480                          | 6,22          | 399               |
| Vitznau       | Vitznau           | 1430                          | 8,92          | 160               |
| Weggis        | Weggis            | 4644                          | 11,79         | 394               |
| Total (17)    | Total (17)        | 110'302                       | 187,57        | 588               |

## Veränderungen im Gemeindebestand seit 2013

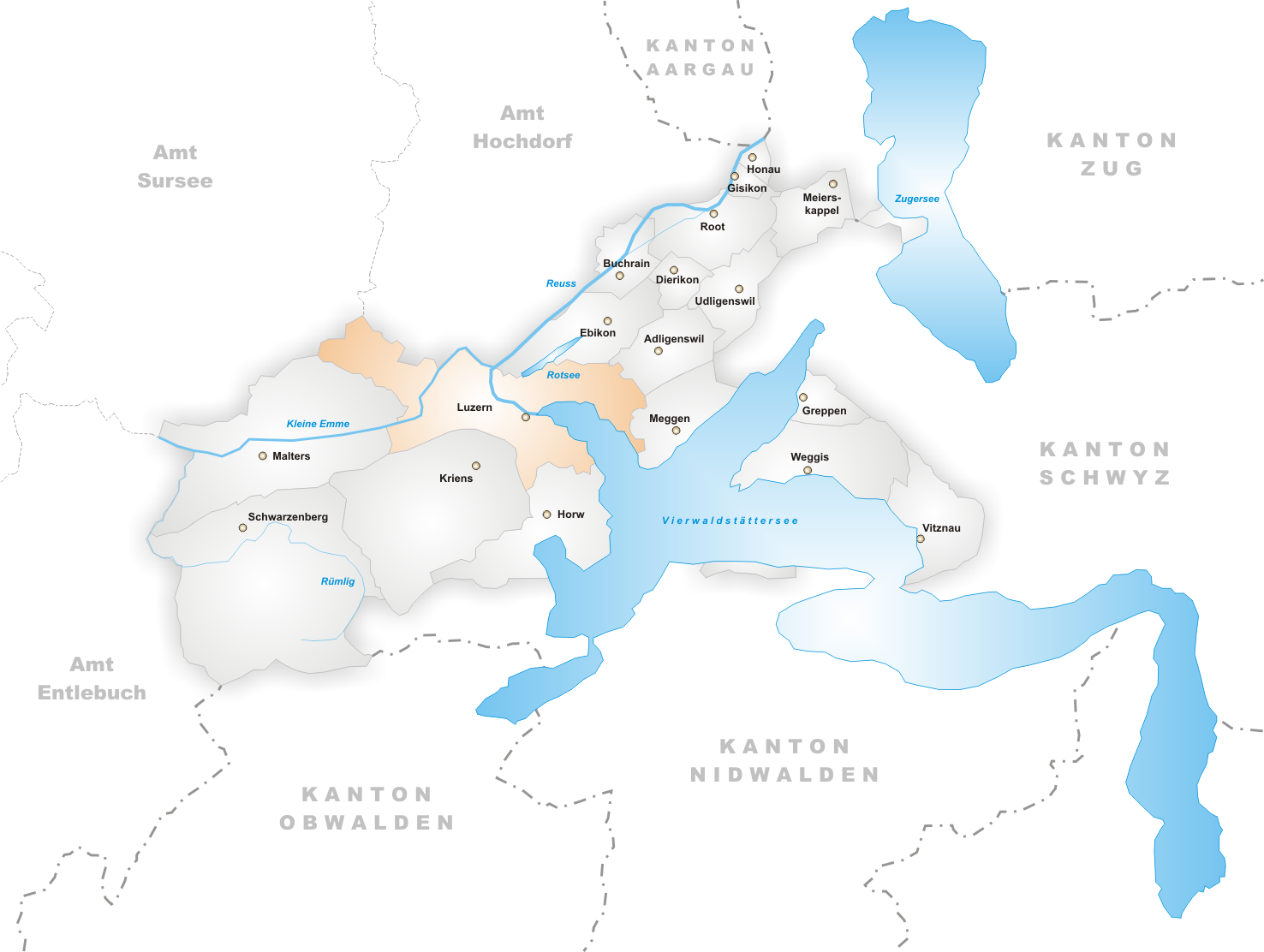
Gemeinden bis 2012
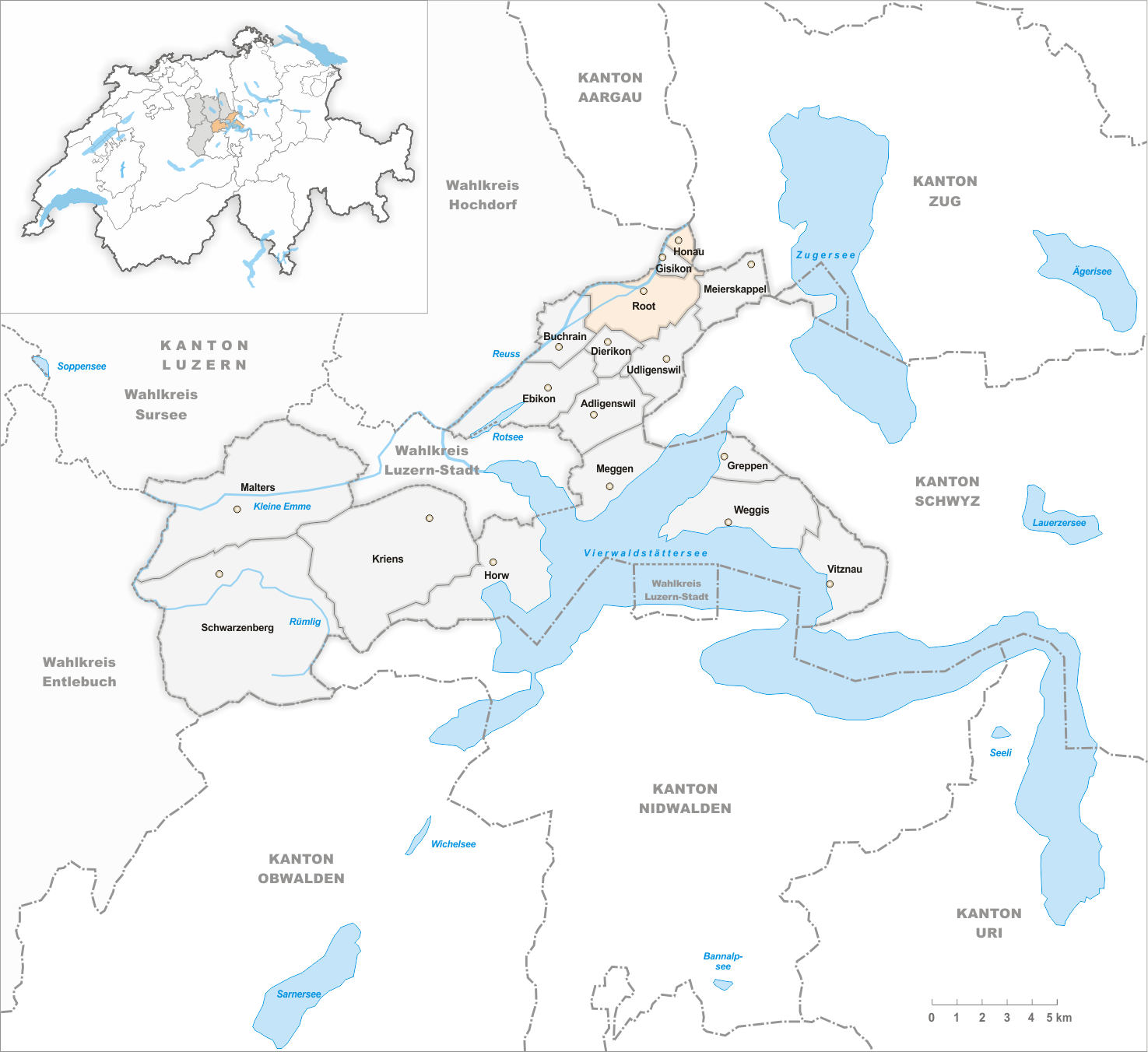
Gemeinden bis 2024

- Seit dem 1. Januar 2013 bildet die Stadt Luzern den eigenständigen Wahlkreis Luzern-Stadt.
- 2025: Fusion Honau und Root →  Root